# Санта-Ана (Сальвадор)
Санта-Ана (ісп. Santa Ana) — місто на заході Сальвадору, адміністративний центр однойменного департаменту.

## Розташування
Санта-Ана — друге за величиною місто в Сальвадорі. Воно розташоване на Панамериканському шосе, за 16 км від вулкана Санта-Ана, на висоті 665 м над рівнем моря .  Санта-Ана знаходиться за 64 км. на північний захід від столиці Сальвадору, міста Сан-Сальвадор.

## Історія
Місто засноване іспанськими колонізаторами в 1569 році. У місті збереглися зразки колоніальної архітектури — готичний собор і церква Ель Кальваріо. За 14 км на захід від Санта-Ани лежать руїни стародавнього індіанського міста Тасумаль.

## Економіка
Санта-Ана — центр виробництва і торгівлі кавою, цукром та бавовною. Тут знаходяться підприємства бавовняної, шкіряно-взуттєвої, тютюнової, текстильної, деревообробної, харчової промисловості (в тому числі велика фабрика розчинної кави).
На південь від міста, біля озера Коатепек є літній курорт.

## Спорт
У місті розташований стадіон Естадіо Оскар Кітеньо.

## Світлини

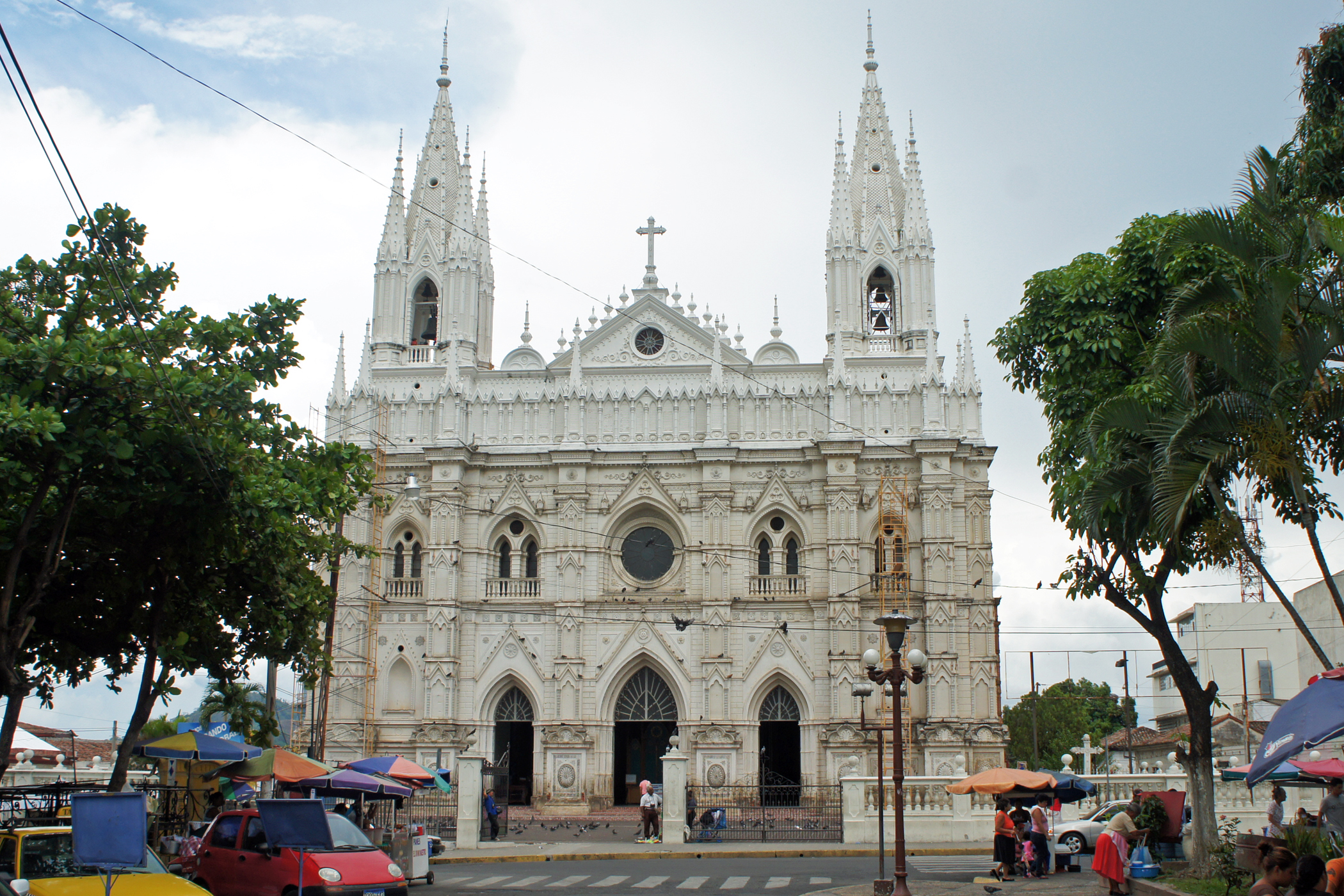
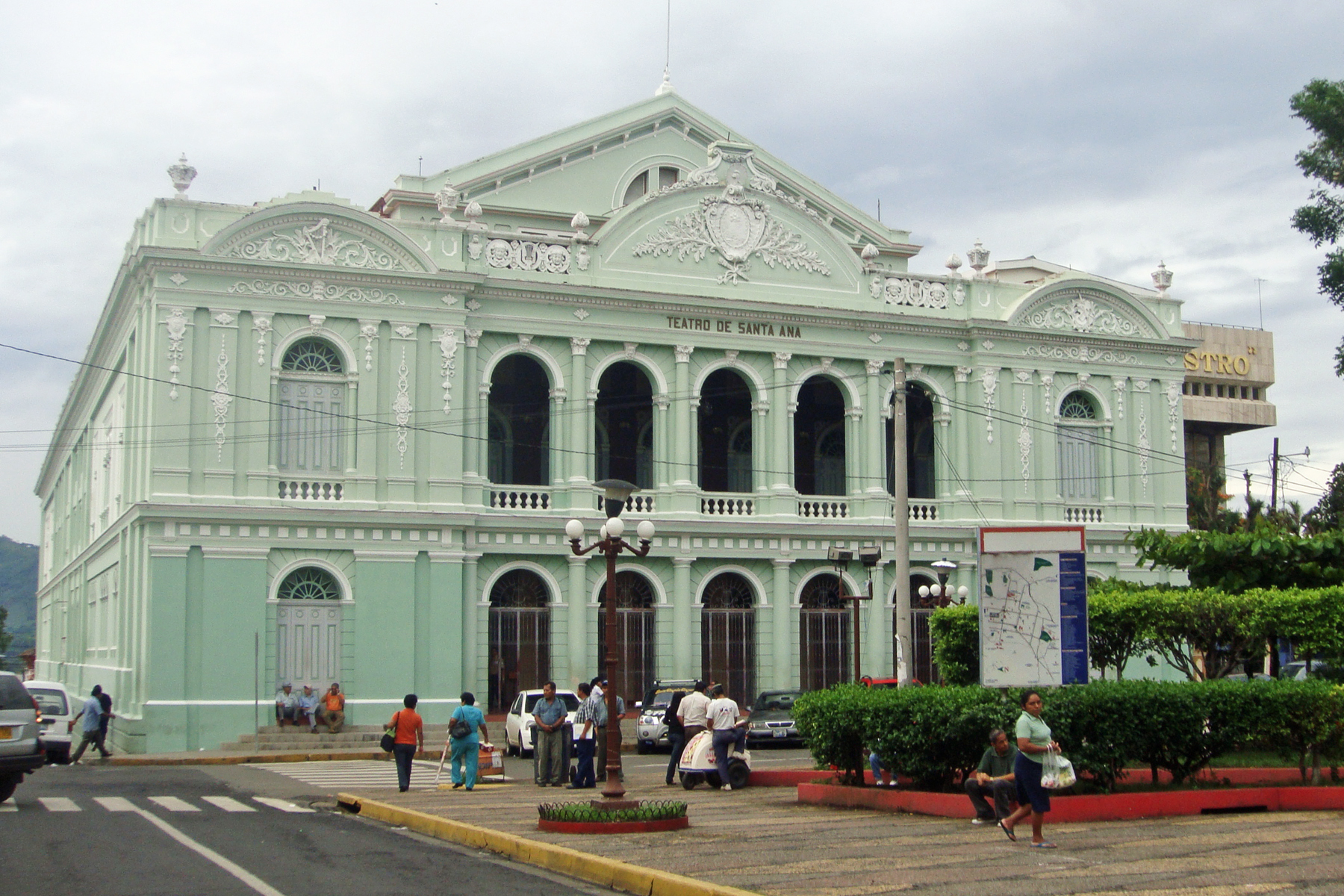
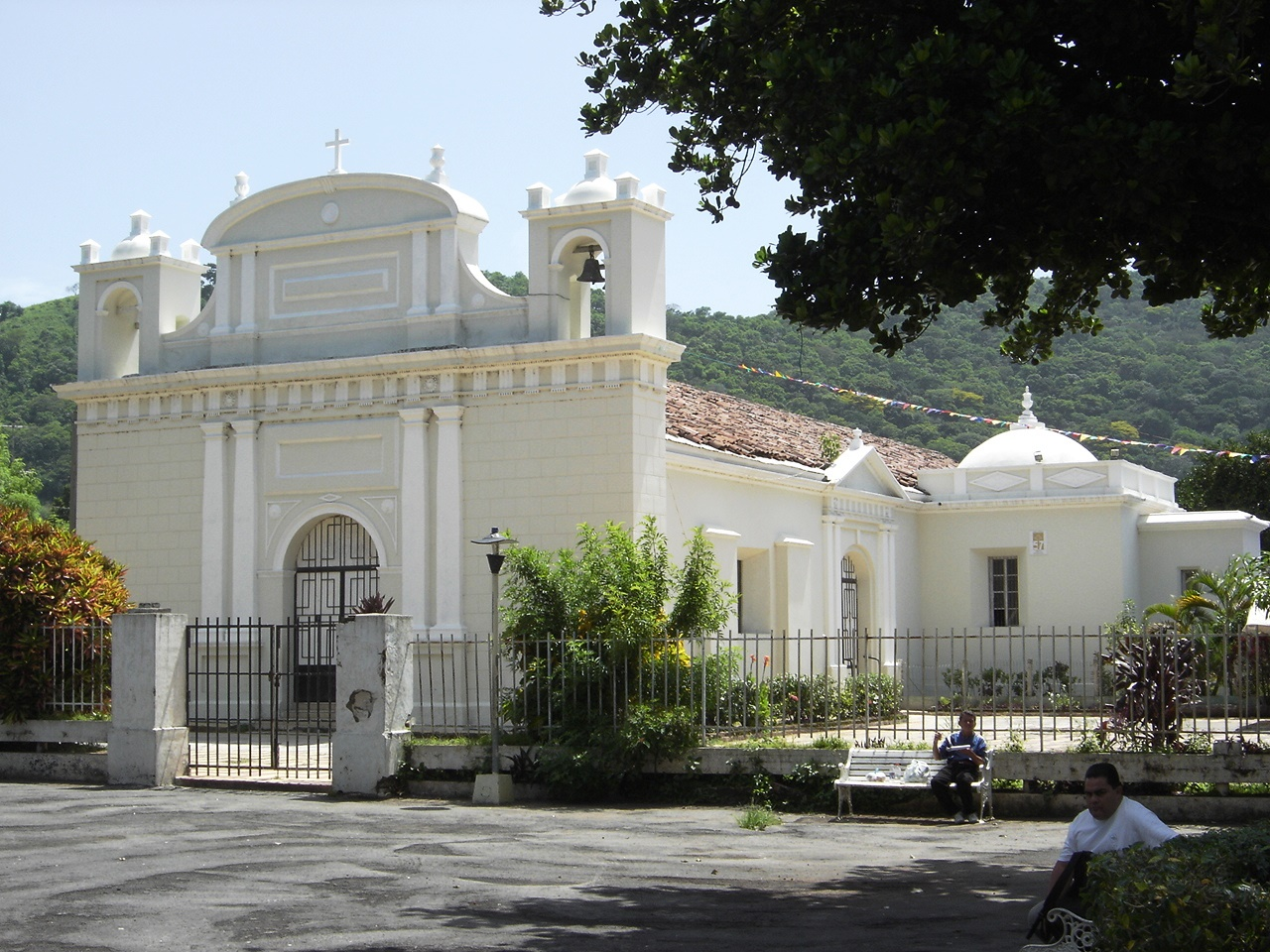
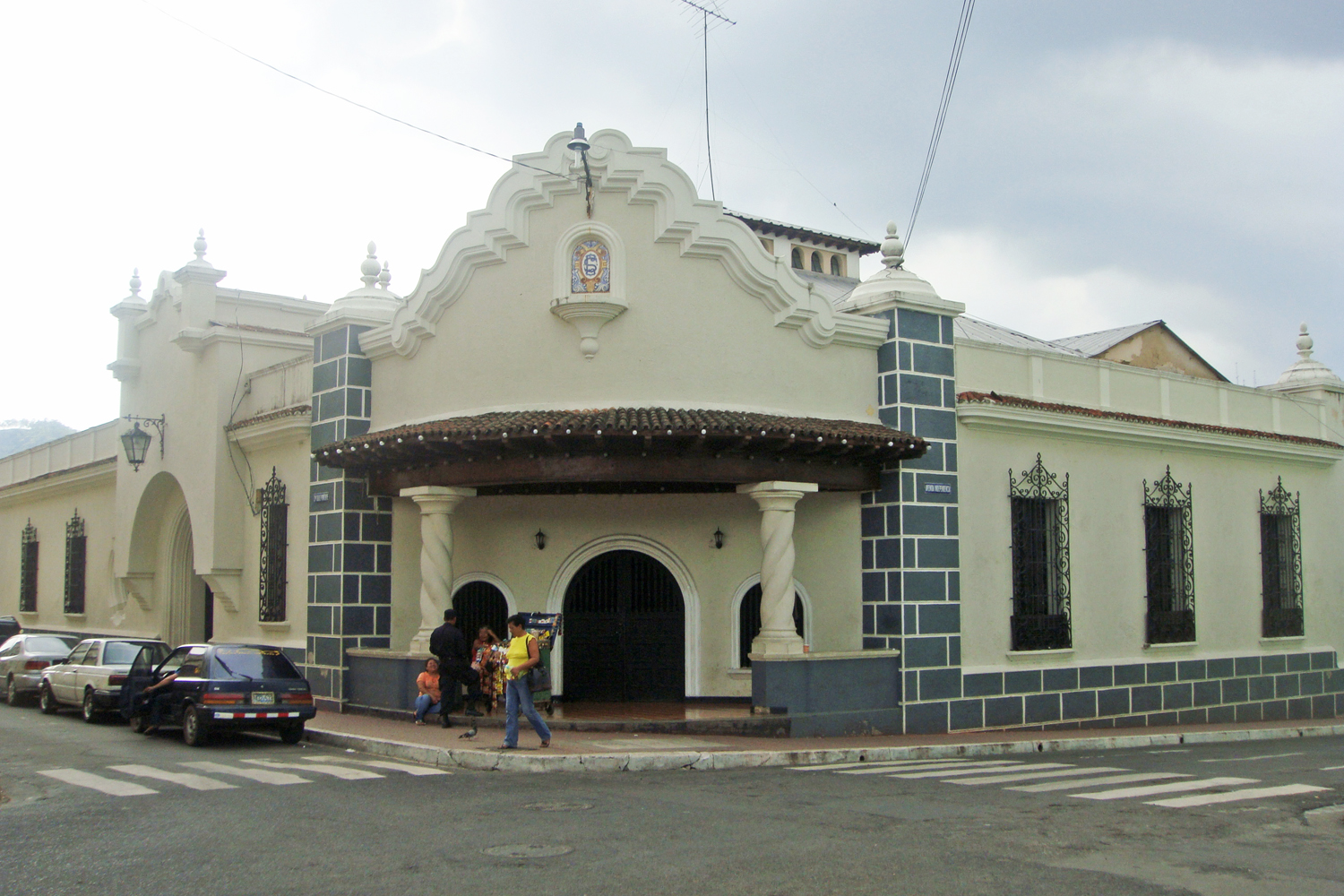
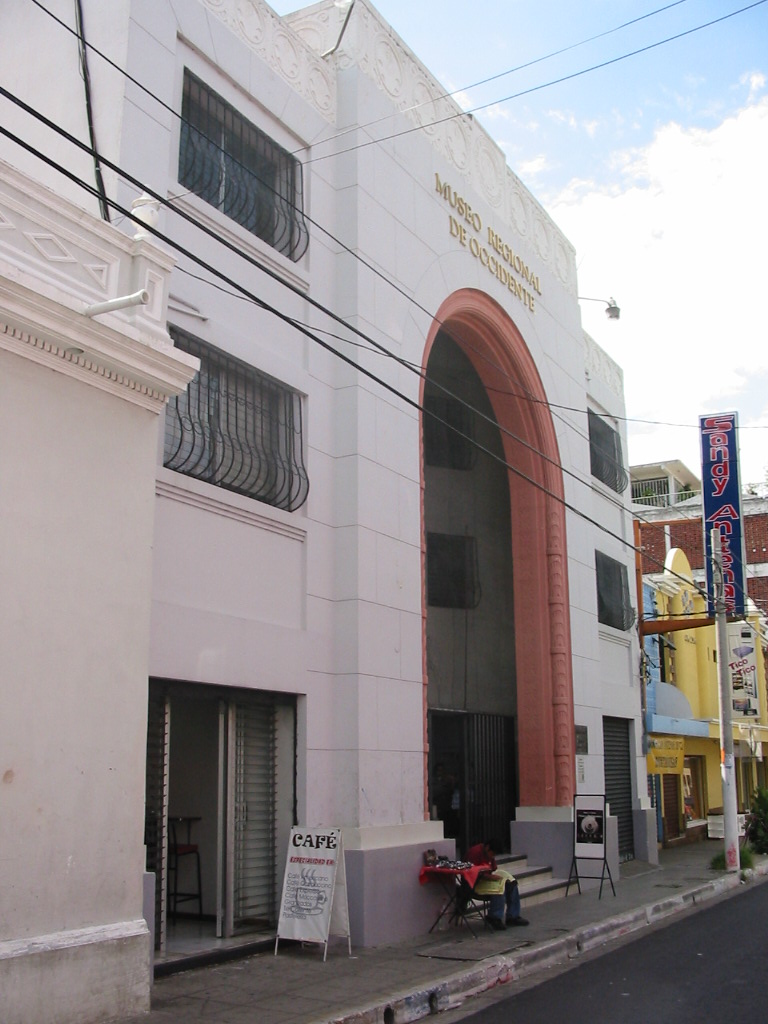
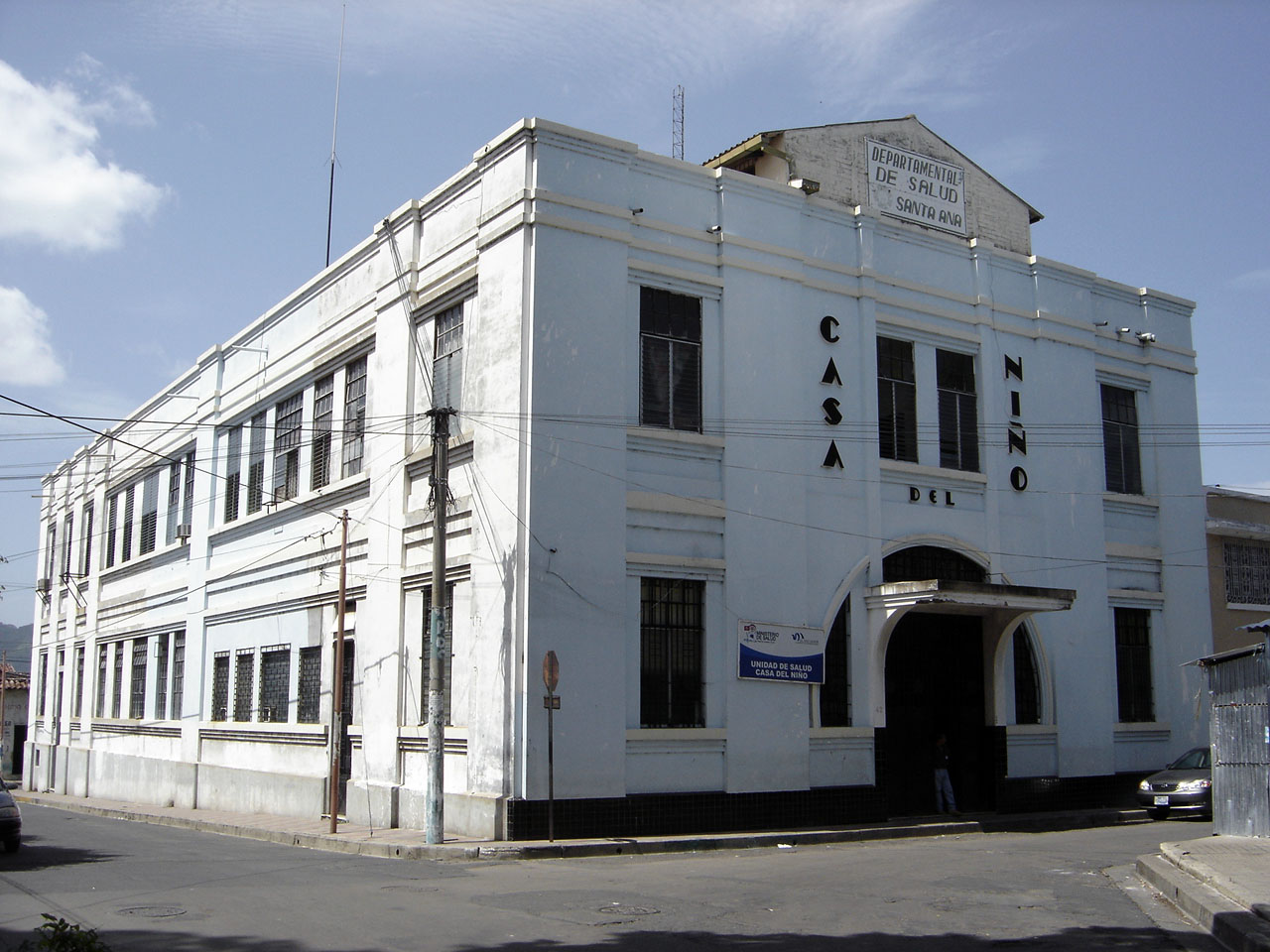
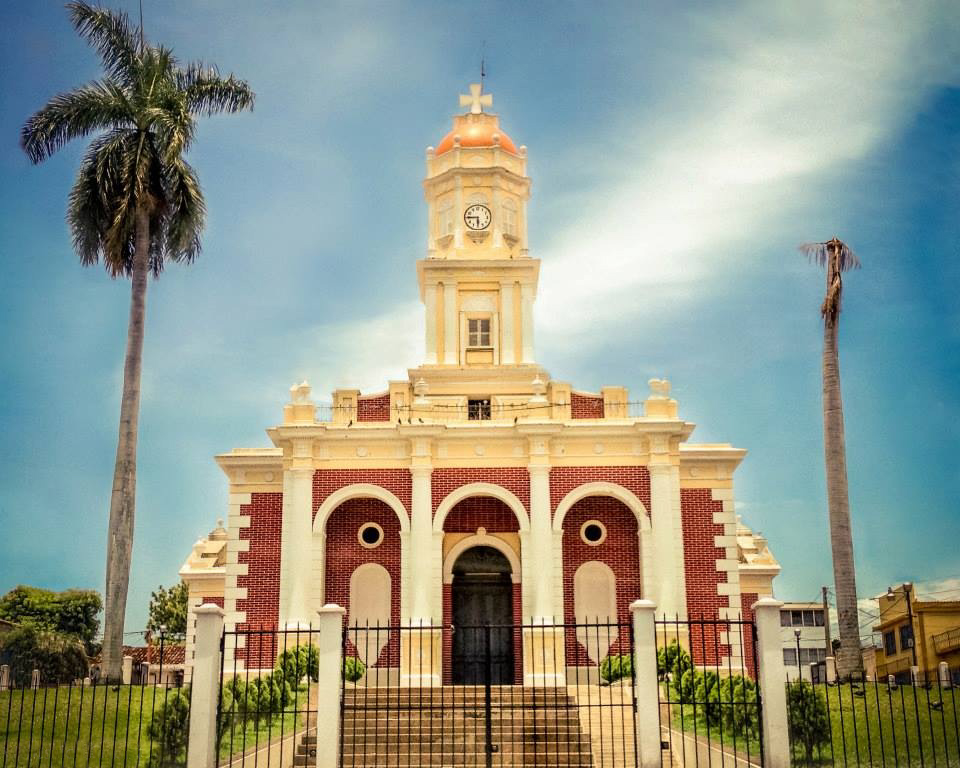